# Liste des universités en Tunisie
Cette page dresse la liste des universités tunisiennes.

## Universités publiques
- Université de Carthage, Carthage (1988)
- Université de Gabès, Gabès (2003)
- Université de Gafsa, Gafsa (2004)
- Université de Jendouba, Jendouba (2003)
- Université de Kairouan, Kairouan (2004)
- Université de La Manouba, La Manouba (2000)
- Université de Monastir, Monastir (2004)
- Université de Sfax, Sfax (1986)
- Université de Sousse, Sousse (1986)
- Université de Tunis, Tunis (1960)
- Université de Tunis - El Manar, Tunis (1987)
- Université virtuelle de Tunis, Tunis (2002)
- Université Zitouna, Tunis (737)
- Instituts supérieurs des études technologiques[1]

## Universités privées
Chaque université privée doit contenir l'expression « privé » dans son nom en vertu de la loi en vigueur.

### Gabès
- École supérieure des sciences appliquées et de la technologie privée de Gabès, Gabès

### Kairouan
- Institut supérieur des sciences infirmières de Kairouan, Kairouan

### Nabeul
- Université méditerranéenne privée de Tunis, Tunis (filiale à Nabeul)

### Sfax
- École supérieure des études administratives et commerciales, Sfax
- Institut international de technologie, Sfax
- Université nord-américaine privée, Sfax
- Université privée des sciences, arts et techniques de Sfax, Sfax
- Université privée du Sud, Sfax

### Sousse
- École polytechnique privée, Sousse
- École pluridisciplinaire internationale, Sousse
- École supérieure privée d'ingénierie et des technologies appliquées, Sousse
- École supérieure privée des technologies d'informatique et de management (ESTIM Université), Sousse
- Institut des hautes études à Sousse, Sousse
- Institut supérieur des sciences infirmières El Amed, Sousse
- Institut supérieur des sciences infirmières de Sousse (ISIS), Sousse
- Institut supérieur privé des sciences infirmières Étoile de formation, Sousse
- Université privée de Sousse, Sousse
- Université privée des sciences, arts et techniques de Sousse, Sousse

### Tunis
- École polytechnique internationale privée de Tunis (Polytech Intl), Tunis
- École privée de technologies de l'information et de management de l'entreprise (Time Université), Tunis
- École supérieure d'audiovisuel et de design, Tunis
- École supérieure de génie informatique et de technologie (ESGITECH), Tunis
- École supérieure des sciences appliquées et de management (SESAME), Tunis
- École supérieure privée d'administration des affaires et de droit « Avicenne », Tunis
- École supérieure privée d'administration et de management, Tunis
- École supérieure privée d'ingénierie et de technologie (Esprit), Tunis
- Institut des hautes études à Tunis, Tunis
- iTeam University, Tunis
- Law and Business School, Tunis
- South Mediterranean University, Tunis
- Université arabe des sciences, Tunis
- Université centrale, Tunis
- Université de technologie et de management (SUPTECH)[3], Tunis
- Université Ibn Khaldoun, Tunis (2005)
- Université internationale de santé, Tunis
- Université internationale de Tunis, Tunis
- Université libre de Tunis, Tunis (1973)
- Université Paris-Dauphine Tunis, Tunis (filiale de l'université Paris-Dauphine)
- Université Mahmoud El Materi, Tunis (2000)
- Université Montplaisir Tunis, Tunis
- Université privée d'enseignement supérieur El Amel, Tunis
- Université privée de l'aéronautique et des technologies, Tunis
- Université privée de technologie, Tunis
- Université privée des arts et du design, Tunis
- Université privée des sciences, arts et techniques de Tunis, Tunis
- Université privée Tunis Carthage, Tunis (1993)